# 2014 au Maroc
Chronologie du Maroc
- 2010
- 2011
- 2012
- 2013
- 2014
- 2015
- 2016
- 2017
- 2018

Cet article présente les faits marquants de l'année 2014 au Maroc ou relatifs au Maroc.

## Événements
- 22 janvier : évolution de l'article 475 du code pénal à la suite de l'Affaire Amina El Filali . Un violeur ne pourra plus échapper à la justice en épousant sa victime[1].
- 26 février : le Maroc suspend les accords judiciaires avec la France[2].
- 16 avril : le Secrétaire général des Nations unies, Ban-Ki Moon, publie un rapport sur la question du Sahara occidental[2].
- 29 octobre : grève générale initiée par un front syndical[3] (UMT, CDT, FDT) contre le gouvernement d'Abdel-Ilah Bekiran

## Sports
- La participation du Maroc aux Jeux olympiques d'hiver de 2014 à Sotchi en Russie, du 7 au 23 février 2014, constitue la sixième participation du pays à des Jeux olympiques d'hiver. La délégation marocaine est représentée par deux jeunes athlètes en ski alpin : Adam Lamhamedi, également porte-drapeau du pays lors de la cérémonie d'ouverture de ces Jeux, ainsi que la skieuse Kenza Tazi.
- La saison 2014-2015 est la cinq-sixième édition du championnat du Maroc de basket-ball.
- L'Africa Eco Race 2014 est le 6e Africa Eco Race. Le départ fictif est donné à Saint-Cyprien le 29 décembre 2013. Le départ officiel se déroule à Nador au Maroc deux jours plus tard. Les concurrents arrivent à Dakar le 11 janvier 2014.
- La deuxième édition des championnats arabes de natation a eu lieu du 4 septembre au 7 septembre 2014 à Casablanca au Maroc[4].

### Athlétisme
- Les 19es Championnats d'Afrique d'athlétisme ont eu lieu à Marrakech au Maroc du 10 au 14 août 2014[5].
- La deuxième édition de la Coupe continentale d'athlétisme s'est déroulée à Marrakech au Maroc du 13 au 14 septembre 2014, au Grand Stade de Marrakech.
- Le Meeting international Mohammed-VI 2014 s'est déroulé le 8 juin 2014 au Marrakech Stadium de Marrakech, au Maroc. Il s'agit de la septième étape du Challenge mondial IAAF.

### Football
- La Coupe du monde des clubs de la FIFA 2014 est la 11e édition de la Coupe du monde des clubs de la FIFA. Elle se tient du 10 au 20 décembre 2014[6], au Maroc pour la deuxième fois de son histoire. Le pays organisateur a été choisi en décembre 2011 par la Fédération internationale de football association (FIFA).
- La saison 2013-2014 de la Botola Pro est la 98e édition du Championnat du Maroc de football. Il s'agit de la 3e édition du championnat sous l'ère professionnelle. Le MA Tétouan remporte son 2e titre de champion du Maroc dans son histoire.
- La Coupe du Trône 2014 est la 58e édition de la Coupe du Trône de football.
- La saison 2014-2015 de la Botola Pro est la 99e édition du Championnat du Maroc de football. Il s'agit de la 4e édition du championnat sous l'ère professionnelle. Le Wydad AC qui est recordman de cette compétition remporte son 18e sacre de champion du Maroc.
- La saison 2013-2014 du Raja Club Athletic est la 65e de l'histoire du club depuis sa fondation le 20 mars 1949. Elle fait suite à la saison 2012-2013 dans laquelle le Raja a remporté le doublé Coupe-Championnat. M'hamed Fakhir entame sa deuxième saison consécutive, et troisième au tant qu'entraîneur de l'équipe après celles de 2010-2011 et 2012-2013.
- La saison 2014-2015 du Raja Club Athletic est la 66e de l'histoire du club depuis sa fondation le 20 mars 1949. Elle fait suite à la saison 2013-2014 dans laquelle le Raja s'est classé 2e en championnat, et s'est incliné lors de deux finales, une en Coupe du Trône et l'autre en Coupe du monde des clubs de la FIFA.

### Tennis
- Le tournoi de tennis du Maroc est un tournoi de tennis professionnel féminin. L'édition 2014, classée en catégorie International, se dispute à Marrakech du 21 au 27 avril 2014[7]. María Teresa Torró Flor remporte le simple dames. En finale, elle bat Romina Oprandi, décrochant à cette occasion le 1er titre de sa carrière sur le circuit WTA. L'épreuve de double voit quant à elle s'imposer Garbiñe Muguruza et Romina Oprandi.
- Le tournoi du Maroc est un tournoi de tennis professionnel masculin. L'édition 2015, classée en catégorie ATP 250, s'est disputée du 7 au 13 avril 2015[8].

## Culture
- La huitième édition du FIFFS, qui s'est tenue du 22 au 27 septembre 2014, a notamment :
  - mis à l'honneur le cinéma libanais ;
  - rendu hommage à Naomi Kawase (réalisatrice japonaise), Wafaa Amer (actrice égyptienne), Khadija Alami (réalisatrice marocaine) et Zahia Zahiri (comédienne marocaine)
- Adiós Carmen est un film belgo-marocain réalisé par Mohamed Amin Benamraoui, sorti en 2014.
- Desert Dancer est un drame biographique principalement britannique réalisé par Richard Raymond et sorti en 2014. Il est inspiré de l'histoire du danseur iranien Afshin Ghaffarian (en).
- SAGA, l'histoire des hommes qui ne reviennent jamais est un long métrage marocain réalisé par Othman Naciri et produit par Hemera Films en 2013, sorti en 2014.
- The Sea is behind (Al bahr min ouaraikoum) est un film marocain réalisé par Hicham Lasri, sorti en 2014.